# Pohyblivý most Nowa Sól
Pohyblivý most Nowa Sól, polsky Most Podnoszony w Nowej Soli nebo Most Podnoszony nad Kanałem Portowym, je památkově chráněný výtahový pohyblivý most v přístavním kanálu řeky Odry v Polsku. Nachází se na ulici Aleja Wolności ve městě Nowa Sól v okrese Nowa Sól v Lubušském vojvodství v mezoregionu Pradolina Głogowska v Dolním Slezsku.

## Historie a popis
Na místě současného mostu je, krátce po založení města v roce 1743, zmiňován dřevěný most, který byl pro potřeby místního rozvoje průmyslu v roce 1896 přestavěn. Jednalo se opět o dřevěnou konstrukci. V souvislosti s rozvojem stavby lodí přestal most opět vyhovovat požadavkům moderního přístavu. Aby bylo možné přijímat větší plavidla, byly městské úřady nuceny rozhodnout o výstavbě modernějšího ocelového mostu. Vznikl tak nynější pohyblivý most, který byl uveden do provozu v roce 1927. Ve své době to byla vysoce moderní a inovativní stavba výtahového mostu, která umožnila správné fungování přístavu a přijímání většiny lodí na Odře. Ke konci druhé světové války v únoru 1945 německé jednotky ustupující z města most poškodily. Pro obnovení pěší dopravy byla později postavena dřevěná lávka, která byla koncem 90. let 20. století demontována. Most byl řádně opraven až v letech 1954-1956, kdy byl pohon výtahu modernizován z ručního na elektrický. V tomto stavu vydržel most až do roku 1988, kdy byl kvůli jeho zhoršujícímu se technickému stavu uzavřen pro automobilový provoz a fungoval jako lávka pro pěší. V roce 1993 byla provedena generální oprava mostní konstrukce a zdvihacího mechanismu a v roce 2011 byl opraven poškozený horní nosník a most je plně funkční. Protože konstrukce mostu je pro Polsko i Evropu jedinečná, tak dne 25. dubna 2012 byl most zapsán do seznamu kulturních památek.

## Podobné mosty v Evropě
- Rethebrücke - železniční most přes řeku Rethe u Hamburku z roku 1934.[3]

## Další informace
Most je celoročně volně přístupný. Vede přes něj levobřežní dálková Cyklistická trasa řeky Odry.

## Galerie

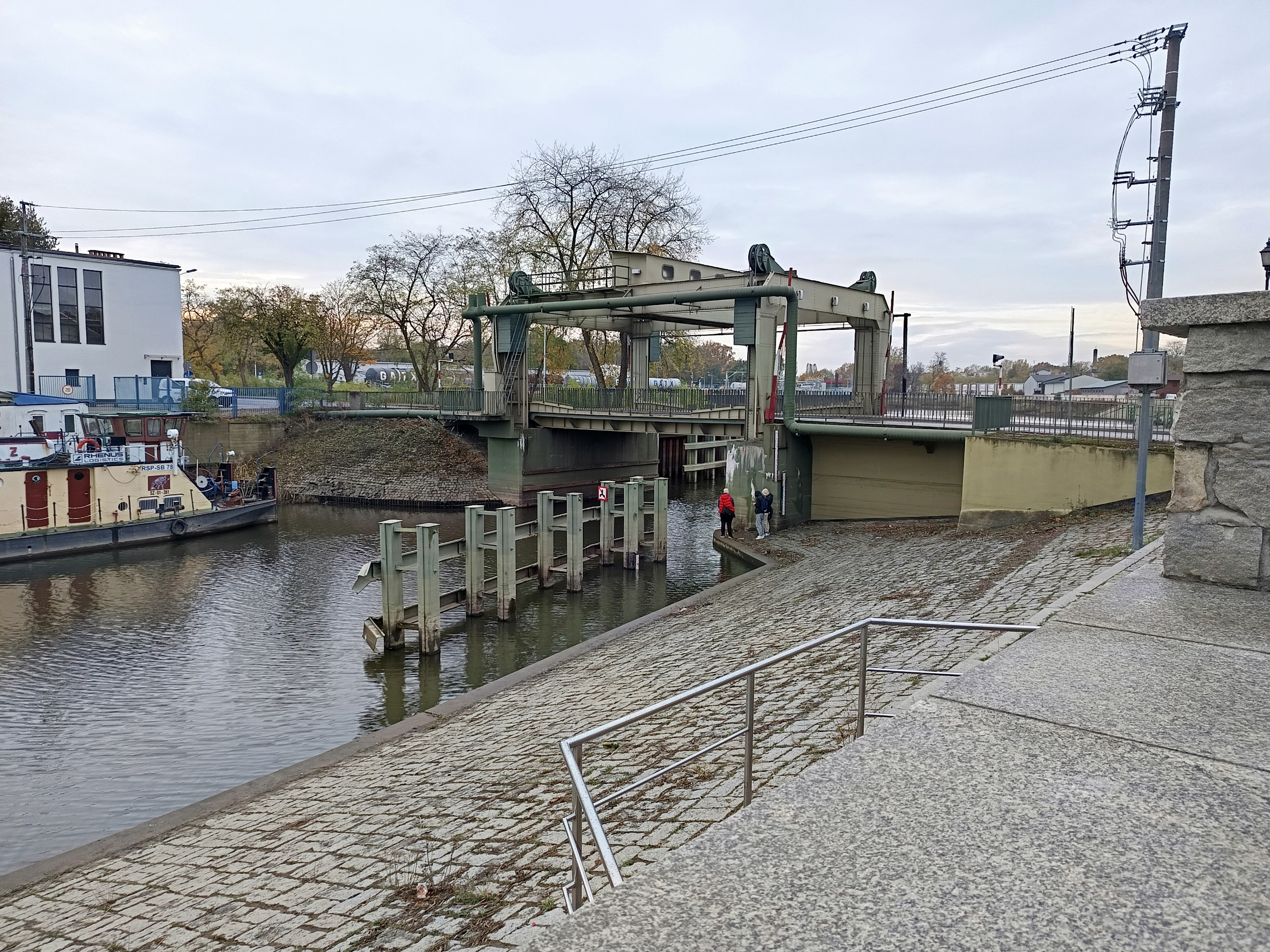
Pohled na most z ulice Portowa
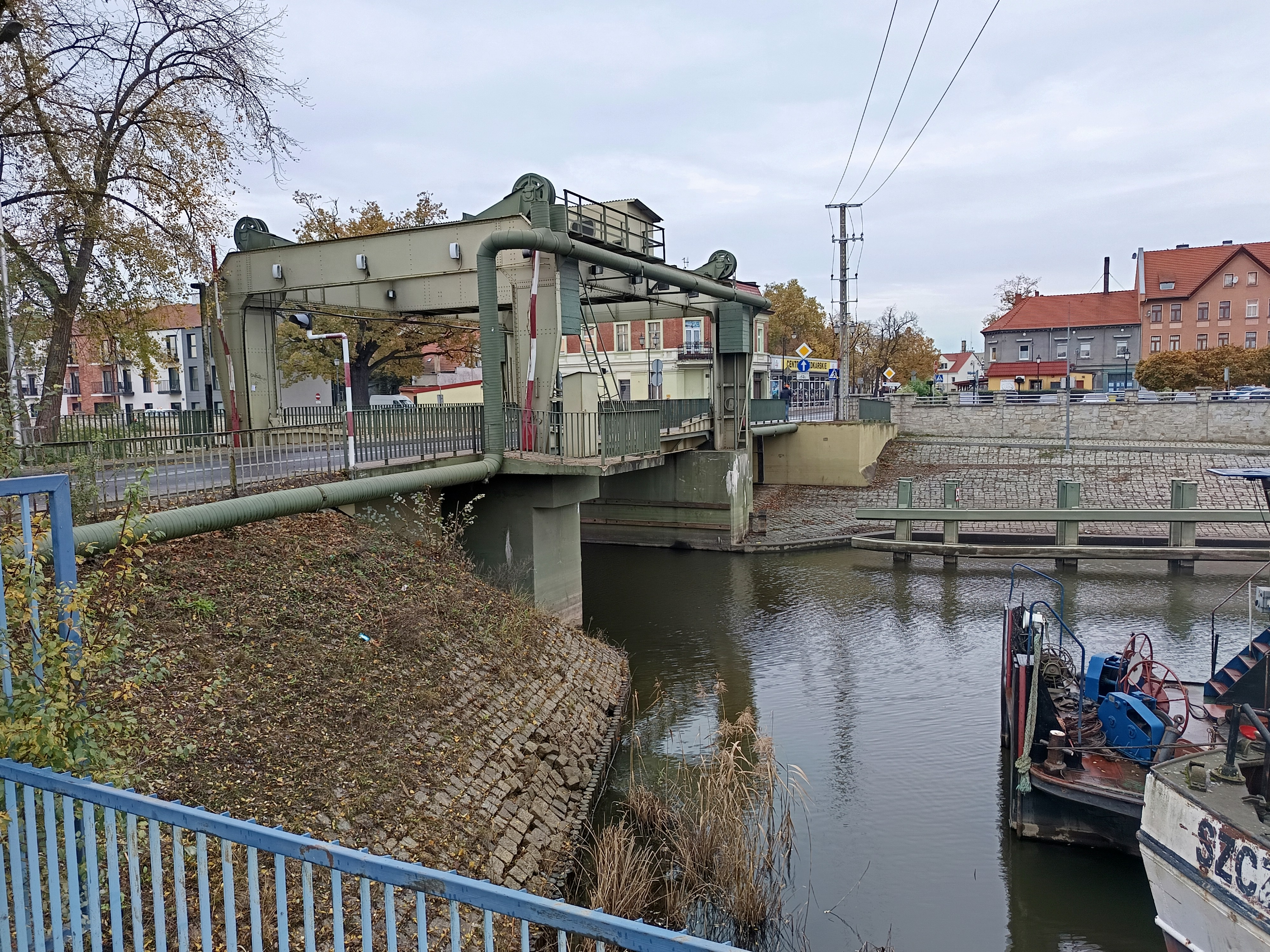
Pohled na most směrem do centra města
Princip fungování mostu